# نيكولاس باريخا

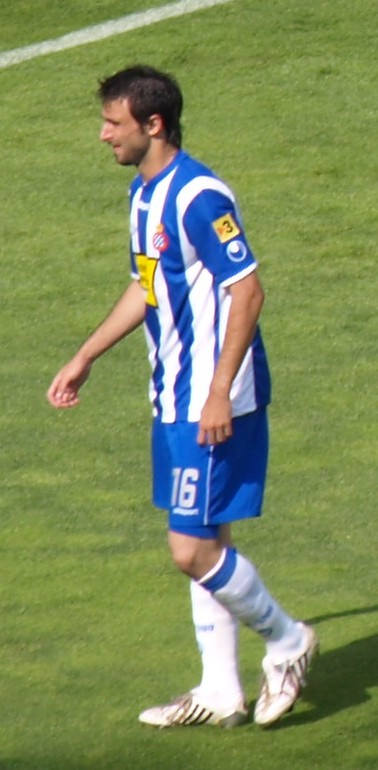

نيكولاس مارتن باريخا (مواليد 19 يناير 1984 في بوينس آيرس - الأرجنتين) لاعب كرة قدم أرجنتيني لعب لعدة أندية ابرزها مسيرته مع نادي الدرجة الأولى إسبانيول الإسباني منذ 2008 في مركز قلب الدفاع .

## مسيرته الكروية
لعب نيكولاس باريخا خلال مسيرته الاحترافية مع 6 أندية في خمسة عشر موسمًا وسجل خلالها 10 أهداف ضمن 283 مباراة. حيث فاز في موسم واحد بالكأس وفي موسم واحد بالدوري.
خاض نيكولاس باريخا مسيرته مع نادي أرجنتينوس جونيورز في موسم 2004–05 ولمدة موسمين، مشاركًا في 49 مباراة سجل خلالها هدفين. ثم انتقل إلى نادي رويال أندرلخت في موسم 2006–07 ولمدة موسمين، حيث شارك في 39 مباراة ولم يسجل أي هدف. لينتقل بعدها إلى نادي إسبانيول في موسم 2008–09 ولمدة موسمين، مشاركًا في 60 مباراة سجل خلالها 3 أهداف. ثم انتقل إلى نادي سبارتاك موسكو في موسم 2010 واستمر معه طيلة ثلاثة مواسم، مشاركًا في 47 مباراة سجل خلالها 3 أهداف أيضًا. هذا وانتقل لاحقًا إلى نادي إشبيلية في موسم 2013–14 ليلعب معه خمسة مواسم، مشاركًا في 85 مباراة سجل خلالها هدفين. ثم انتقل بعدها إلى نادي أطلس في موسم 2018–19 لمدة موسم واحد، مشاركًا في 3 مباريات ولم يسجل أي هدف.

## روابط خارجية
- نيكولاس باريخا على موقع الاتحاد الدولي (مؤرشف)  (الإنجليزية)
- نيكولاس باريخا على موقع الاتحاد الأوربي (الإنجليزية)
- نيكولاس باريخا على موقع قاعدة بيانات كرة القدم.إي يو (الإنجليزية)
- نيكولاس باريخا على موقع ناشيونال فوتبول تيمز (الإنجليزية)
- نيكولاس باريخا على موقع Soccerbase.com (لاعب) (الإنجليزية)
- نيكولاس باريخا على موقع Soccerway.com (الإنجليزية)
- نيكولاس باريخا على موقع عالم كرة القدم.نت (الإنجليزية)
- نيكولاس باريخا على موقع كووورة
- نيكولاس باريخا على موقع أوليمبيديا (الإنجليزية)
- نيكولاس باريخا على موقع AS.com (الإسبانية)